# Moa Eriksson Sandberg
Moa Greta Maria Eriksson Sandberg, född 10 juni 1981, är en svensk författare.  
Hon växte upp i Rydöbruk och Laholm i Halland men är bosatt i Lund. 
Eriksson Sandberg debuterade 2011 med ungdomsromanen Söta pojkar är bara på låtsas på Rabén & Sjögren, och har sedan dess gett ut ett flertal barn- och ungdomsromaner, men skriver även för vuxna.    

## Nomineringar
- Den första flickan skogen möter nominerades till Barnens romanpris 2013
- Flickan i de vindlande gångarna nominerades till Spårhunden 2014.
- Korridorer 12 noveller om högstadiet nominerades till Adlibrispriset 2020.
- Ellens val Lockelsen nominerades till årets Feelgood 2021.